# Hegyi mari Wikipédia
A hegyi mari Wikipédia a Wikipédia projekt mari nyelvű, azon belül a hegyi mari nyelvű változata, szabadon szerkeszthető internetes enciklopédia. A wiki-inkubátorban 2008 decemberében hozták létre; hivatalosan 2010 októberében, a komi-permjak Wikipédiával egyszerre indult, ekkor 19 szócikke volt.
2012. február 1-jén 5053 szócikket tartalmazott, ezzel a 138. helyen állt a wikipédiák szócikkszám szerinti rangsorában.

## Mérföldkövek
- 2010. október 17. - elindul az oldal
- Jelenlegi szócikkek száma: 10 432